# Североонежск
Северооне́жск — посёлок городского типа в Плесецком муниципальном районе Архангельской области.

## География
Североонежск расположен на левом берегу реки Онеги, в 36 километрах от районного центра, поселка городского типа Плесецка, в 55 километрах от города Мирного.

## История
Первый дом, положивший начало Североонежску, был построен в феврале 1973 года. Незадолго до этого геологи обнаружили колоссальные залежи бокситов. Осваивать месторождение отправилась, в основном, молодёжь СССР.
29 июня 1974 года на Североонежском месторождении была добыта первая тонна боксита.
Статус посёлка городского типа с 1985 года.
В ходе муниципальной реформы здесь было образовано Североонежское городское поселение.

## Население
| 1989  | 2002  | 2009  | 2010  | 2011  | 2012  | 2013  | 2014  | 2015  |
| ----- | ----- | ----- | ----- | ----- | ----- | ----- | ----- | ----- |
| 6223  | ↘5624 | ↘5169 | ↗5289 | ↘5272 | ↘5164 | ↘5066 | ↘4959 | ↘4924 |
| 2016  | 2017  | 2018  | 2019  | 2020  | 2021  | 2023  |       |       |
| ↗4983 | ↘4973 | ↘4916 | ↘4791 | ↘4688 | ↗4824 | ↘4697 |       |       |

## Экономика
В районе посёлка ведётся добыча алюминиевых руд — бокситов (Иксинское месторождение) и базальта. Развита лесная промышленность (заготовка и первичная обработка леса, распил на пиломатериалы).
В Североонежске находится станция Икса — главная станция Заонежской железной дороги (одной из крупнейших в России ведомственных железных дорог).

## Культура
В Североонежске есть своё телевидение, с февраля 1999 года издаётся газета «Курьер Прионежья». В 2012 году построен физкультурно-оздоровительный комплекс (ФОК).

## Достопримечательности
Одной из достопримечательностей Североонежска является геологический музей бокситового рудника.
В 2003 к 9 мая был заложен памятный камень воинам, погибшим в Чечне и Афганистане.

## Известные личности
Вагнер, Иван Викторович, Российский космонавт, Герой Российской Федерации (2022) Союз МС-16 (2020 г.)

## Фотографии
- Североонежск со стороны правого берега реки Онеги
- Остановка автобусов
- На окраине Североонежска (1-й микрорайон)
- Памятный камень воинам
- Памятная надпись на «малосемейке»